# Popularisme
Le popularisme est un terme qu'employa l'homme politique italien Luigi Sturzo afin de décrire sa doctrine politique qui forma la base idéologique du Parti populaire italien, puis de la Démocratie chrétienne. 

## Histoire
Dans l'Encyclique papale Graves de communi re, ayant paru en 1901, le pape Léon XIII ne souhaita pas que la Démocratie chrétienne se fasse un nom dans la sphère politique, et la limita à l'action sociale. Sturzo développa le popularisme comme alternative d'action politique, ayant eu une attention idéologique sur le peuple. Tel que le fait remarquer un universitaire :
« S'il fallait le résumer, le popularisme est une version politique de son prédécesseur, la Démocratie chrétienne principalement sociale. »
Dans ce contexte européen, le popularisme aida les catholiques à accepter les institutions démocratiques, inspirant le Parti démocrate populaire français, fondé en 1924, le Partido Social Popular espagnol, ainsi que le parti Peuple et Liberté, fondé à Londres en 1936 avec l'aide de Sturzo,,. Sturzo exposa les grandes lignes de sa conception du popularisme comme ce qui suit :
« Le popularisme est démocratique, mais il diffère de la démocratie libérale dans le sens où il s'oppose au régime individualiste et central de l'État et souhaite que l'État soit organique et décentralisé. Il est libéral (dans le sain sens du mot) puisqu'il se base sur les libertés civiles et politiques, qu'il maintient égales pour tous, sans que les partis politiques ne monopolisent, ni que les religions, les races, ainsi que les classes sociales soient persécutées. Il est social dans le sens d'une réforme radicale du régime capitaliste actuel, mais il se sépare du socialisme puisqu'il admet la propriété privée tout en insistant sur la fonction sociale d'une telle pauvreté. Il proclame son appartenance à la religion chrétienne puisque aujourd'hui, il ne peut y avoir d'autre éthique ou civilisation que chrétienne. Le popularisme est l'antithèse d'un État totalitaire. »
En décrivant le popularisme, Sturzo fait référence au programme politique du Parti populaire italien, ayant appelé l'État à reconnaître les populations naturelles, tel que la famille, les classes sociales et les communautés, la représentation proportionnelle et le suffrage universel autorisé aux femmes, pour un sénat élu dans le but de représenter les directeurs d'entreprise, les syndicats ainsi que les universitaires, la décentralisation du pouvoir et une plus grande autonomie régionale, la liberté de culte, ainsi qu'une législation en faveur des travailleurs en général. Le théoricien le plus important du Parti démocrate populaire était Marcel Prélot, qui était le traducteur français de Sturzo.
Les universitaires remarquèrent que le popularisme se rapporte aux notions chrétiennes-démocrates du peuple et de la démocratie,,,.
La notion de peuple est que le peuple s'étend au-delà de la classe ouvrière, et concerne en réalité toute la société. Mais il ne s'agit pas d'une agrégation massive d'individus ; le peuple est une communauté organiquement unifiée, mais également une communauté diversifiée en interne. Les partis chrétiens-démocrates firent appel au peuple lorsqu'ils se nommaient « populaires » ou « partis populaires »,. Dans cette invocation, les partis chrétiens-démocrates visent deux choses : œuvrer vers une politique qui agit en vue du bonheur de tous les membres de la société contrairement aux partis encourageant le bonheur d'une classe sociale en particulier, ainsi qu'une société au sein de laquelle le peuple vit dans une forme d'harmonie et où chaque classe sociale se préoccupent des uns et des autres,. La spécifique nature religieuse des partis chrétiens-démocrates leur permirent d'outrepasser la fracture sociale.
La notion de démocratie qui en dérive reflète la diversité socio-économique en préconisant le consociationalisme,. Ceci mena les chrétiens-démocrates à exiger une représentation proportionnelle. Ils demandèrent également à la pilarisation, où les représentants sont basés sur un vaste éventail d'organisations sociales complexes ancrées dans la structure sociétale. La plupart du temps, ces organisations jouent le rôle de médiateur au sein de la démocratie.
Au vu du 100ème Anniversaire de la Fondation du Parti populaire italien, l'Institut Luigi Sturzo eut l'intention d'accroître la connaissance générale à propos du parti, et fit remarquer que :
« Le popularisme se caractérise par la capacité constructive de nouvelles formes politiques, par la demande de réformes institutionnelles ainsi que par la disposition à écouter les changements dans la société. »
Les chrétiens-démocrates modernes exigèrent le popularisme. En 2019, suite à une rencontre entre le pape François et Donald Tusk, Charles Michel remarqua les différences entre le popularisme et le populisme :
« Nous avons discuté avec le pape François de la différence entre le 'populisme' et le 'popularisme' distinguant la politique du 'satisfaire le peuple' et la politique du 'en faveur du peuple'. Une question-clé pour les chrétiens-démocrates européens. »
Donald Tusk, qui mentionnera ultérieurement cette rencontre au congrès du Parti populaire européen à Zagreb, et demanda à ce que la "popularité responsable" soit favorisée au détriment du « populisme irresponsable ». Le pape François exigea le popularisme au dommage du populisme dans un message-vidéo en vue de la parution de son ouvrage Un temps pour changer. 